# Tripolis Grand Prix

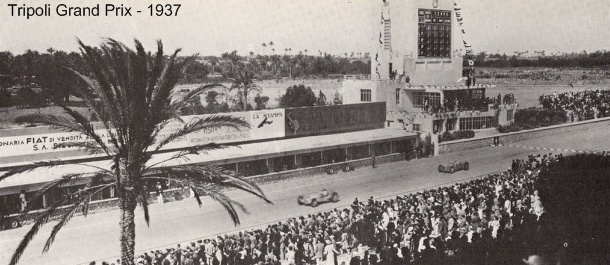
1937 Tripolis Grand Prix

Tripolis Grand Prix var en Grand Prix-tävling som kördes i den dåvarande italienska kolonin Libyen mellan 1925 och 1940.

## Historia
Motorsport var mycket populärt i Italien och för att locka turister till kolonin Tripolitania startades ett Grand Prix-lopp i Tripoli. Efter en svår olycka 1930 som kostade Gastone Brilli-Peri livet byggdes banan om enligt senaste standard. Tripolis Grand Prix var populärt bland förarna under 1930-talet men det sista loppet kördes strax före Italiens inträde i andra världskriget 1940.

## Vinnare av Tripolis Grand Prix
| År             | Förare              | Bil            |                |
| -------------- | ------------------- | -------------- | -------------- |
| 1925           | Renato Balestrero   | OM             |                |
| 1926           | François Eysermann  | Bugatti        |                |
| 1927           | Emilio Materassi    | Bugatti        |                |
| 1928           | Tazio Nuvolari      | Bugatti        |                |
| 1929           | Gastone Brilli-Peri | Talbot         |                |
| 1930           | Baconin Borzacchini | Maserati       |                |
| 1931 till 1932 | Inga tävlingar      | Inga tävlingar | Inga tävlingar |
| 1933           | Achille Varzi       | Bugatti        |                |
| 1934           | Achille Varzi       | Alfa Romeo     |                |
| 1935           | Rudolf Caracciola   | Mercedes-Benz  |                |
| 1936           | Achille Varzi       | Auto Union     |                |
| 1937           | Hermann Lang        | Mercedes-Benz  |                |
| 1938           | Hermann Lang        | Mercedes-Benz  |                |
| 1939           | Hermann Lang        | Mercedes-Benz  |                |
| 1940           | Nino Farina         | Alfa Romeo     |                |